# Mario Jurić
Mario Jurić (Zagabria, 9 febbraio 1979) è un astronomo croato.
È un prolifico scopritore di asteroidi. Ha anche scoperto una cometa, 183P/Korlevic-Juric, assieme a Korado Korlević.  Ha aiutato nella scoperta dello Sloan Great Wall (Sloan il Grande Muro), la più grande struttura conosciuta nell'Universo.

## Riconoscimenti
- Edgar Wilson Award 1999 per la scoperta della cometa 183P/Korlevic-Jurić